# Kathedrale von Peterborough

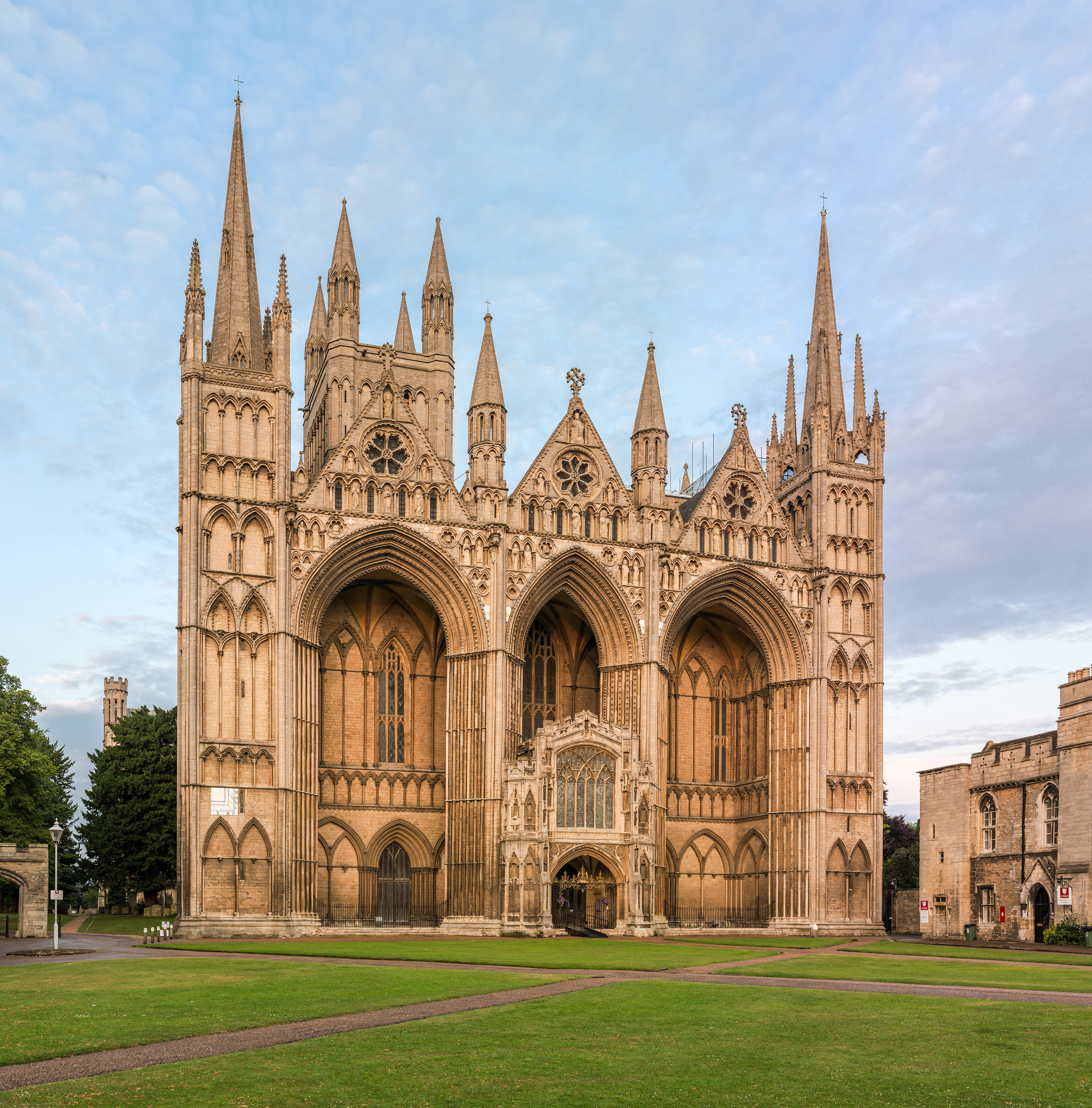
Kathedrale von Peterborough: Nordwestturm normannisch, hohe Vorhalle mit Ecktürmchen und Giebeln frühgotisch, kleiner Eingangsbau spätgotisch

Die Kathedrale von Peterborough, offiziell: The Cathedral Church of St Peter, ist der Bischofssitz des anglikanischen Bistums Peterborough. Die Kathedralkirche ist aufgrund ihrer dreiteiligen Fassade und durchgängigen Asymmetrie eine der ungewöhnlichsten mittelalterlichen Kathedralen Großbritanniens. Sie ist den Heiligen Simon Petrus, Paulus von Tarsus und Andreas gewidmet, die zu dritt die dreiteilige Fassade dominieren. Die Kathedrale zeigt den voll erblühten, sicheren normannisch-romanischen Stil in der Architektur Englands, vergleichbar mit der Kathedrale von Ely. Die monumentale Vorhalle aus dem frühen 13. Jahrhundert ist allerdings schon gotisch, wie auch Ely erst in gotischem Stil vollendet wurde.

## Geschichte

### Angelsächsische Ursprünge

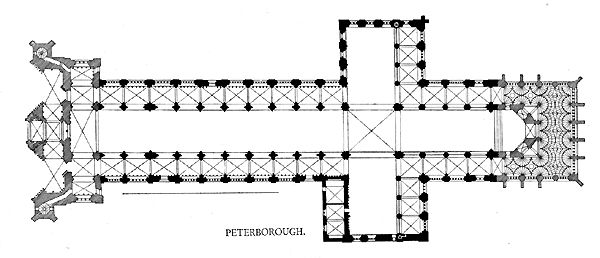
Plan

Die erste Kirche an dieser Stelle war die der Medeshamstede Abbey, die von König Peada von Mercia 655 als eines der ersten christlichen Zentren Englands gegründet wurde. Die klösterliche Siedlung wurde um 870 von den Wikingern zerstört. Während der monastischen Erneuerung Mitte des 10. Jahrhunderts (in der auch die Kathedrale von Ely und Ramsey Abbey neu gebaut wurden) wurde eine Benediktinerabtei errichtet, die 966 von Æthelwold, Bischof von Winchester, finanziell ausgestattet wurde. Kirche und Kloster waren Petrus geweiht, weswegen die Siedlung, die sich um die Abtei entwickelte, schließlich Peterborough genannt wurde. Die Klostergemeinschaft wurde 972 von Dunstan, Erzbischof von Canterbury, erneut beschenkt.
Die angelsächsische Klosteranlage wurde bei den Kämpfen zwischen den Normannen und Hereward the Wake beschädigt, aber wieder instand gesetzt. Bei einem Brandunfall im Jahr 1116 wurde sie jedoch erneut zerstört (siehe hierzu: Peterborough Chronicle). Von der Kirche blieb nur ein kleiner Rest beim südlichen Querschiff übrig; allerdings konnten mehrere bedeutende Artefakte, darunter der 'Hedda-Stein', sichergestellt werden.

### Der normannische Neubau

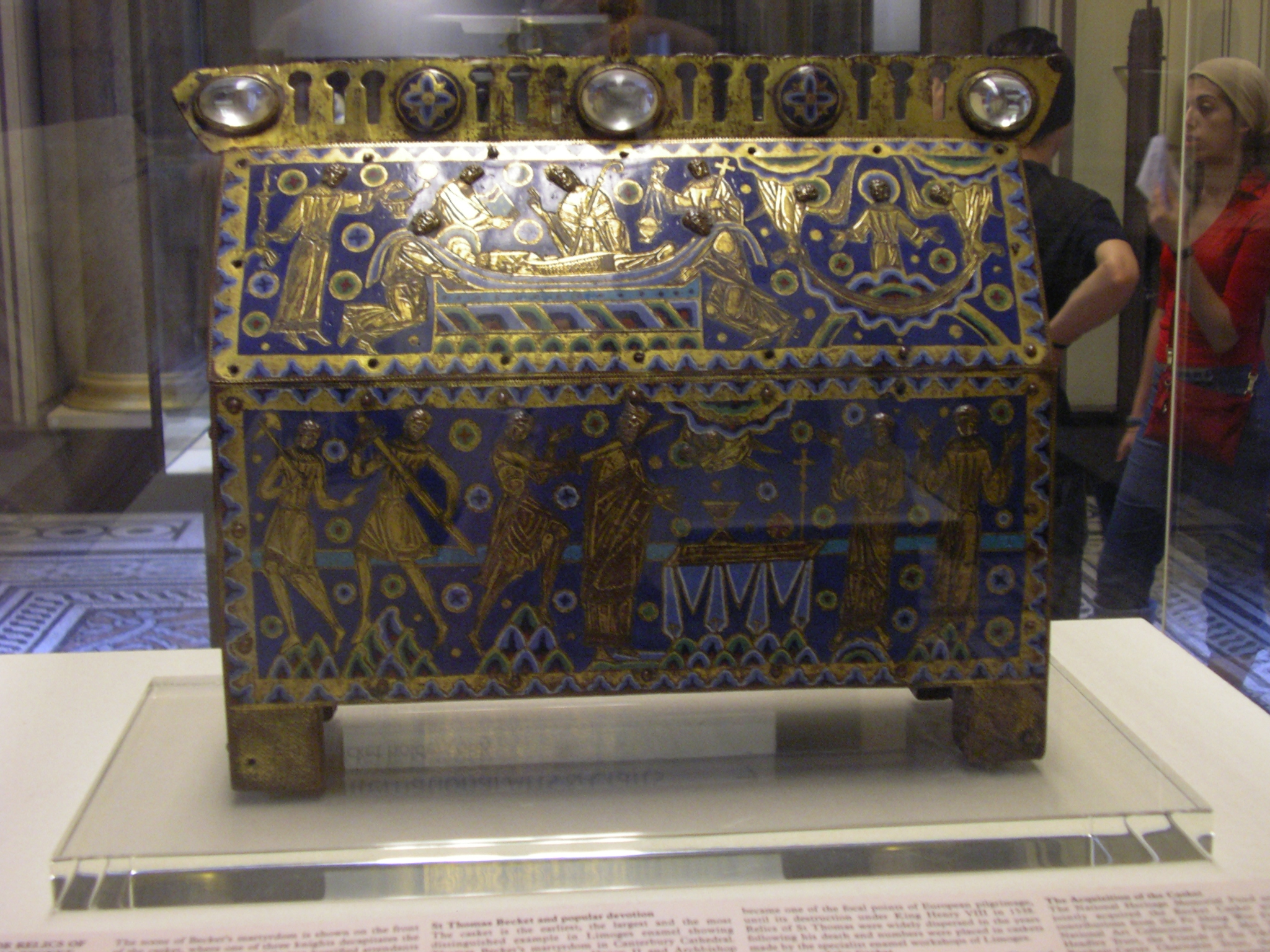
Das Behältnis im französischen Stil, das um 1180 für Benedikt, den Prior von Canterbury Cathedral und Augenzeugen der Ermordung Thomas Beckets, gemacht wurde, um einige der Reliquien aufzunehmen, die Benedikt als neuer Abt nach Peterborough mitbrachte

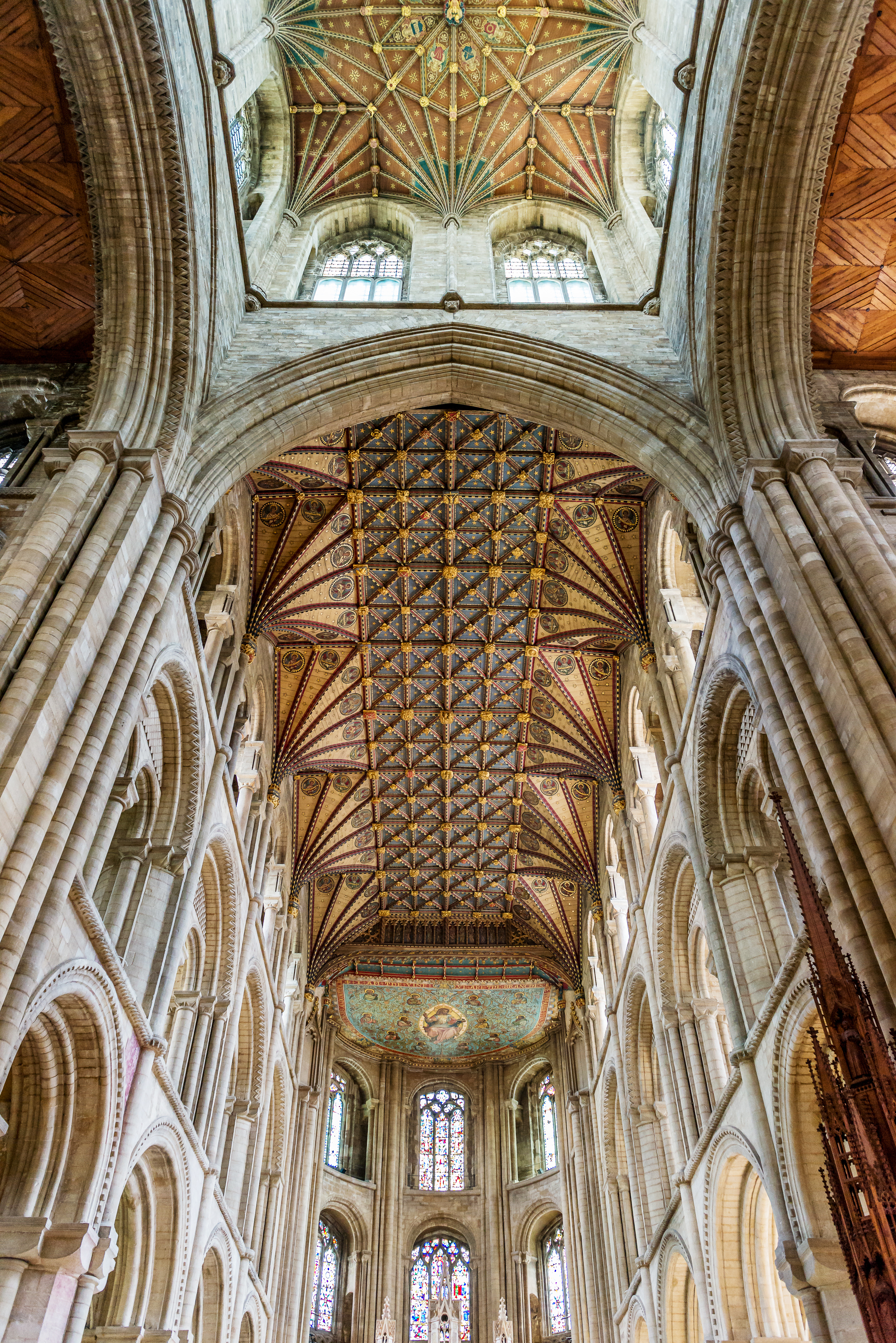
Vierung und Deckengewölbe der Kathedrale von Peterborough

Der Brand 1116 machte die Errichtung der neuen Gebäude erforderlich, die bis zum Ende des Jahrhunderts im normannischen Stil ausgeführt und weitgehend vollendet wurde, als dreischiffiges Langhaus mit zehn Jochen, einem Ost-Querschiff mit nur einem östlichen Seitenschiff und einem (später ersetzten) Vierungsturm. Alle nach 1200 errichteten oder ersetzten Bauteile entstanden in gotischen Stilformen.
Begonnen wurden die Arbeiten unter Abt John de Sais 1118 als Abteikirche. Zur Kathedrale wurde die Kirche erst 1541. Um 1140/43 fand mit der Vollendung des Chores eine erste Weihe statt. Vom Chor ist in weitgehend ursprünglicher Form nur der Mittelteil erhalten. Umgeben ist er seit Anfang des 16. Jahrhunderts von einem rechteckigen Chorumgang, dem „New Building“.
Als Nächstes wurde 1155–1177 das Querhaus errichtet. Dann gingen unter Abt Benedikt 1177–1194 die Arbeiten im Langhaus weiter. Um 1193 waren die Gebäude bis zum westlichen Ende des Schiffs fertiggestellt, einschließlich des zentralen Turms und der bemalten Holzdecke des Schiffs. Diese Holzdecke, die zwischen 1230 und 1250 vervollständigt wurde, ist erhalten geblieben; sie ist einzigartig in Britannien und eine von vier derartigen Decken in ganz Europa (die übrigen sind in St. Martin in Zillis in der Schweiz, in St. Michael in Hildesheim in Deutschland und Dädesjö in Schweden, die aber alle weniger als halb so lang sind wie die von Peterborough). Die Decke wurde zweimal übermalt, 1745 und 1834, zeigt aber weiterhin Charakter und Stil des Originals.
Das Langhaus hat nicht die dynamische Gliederung von Durham oder Ely, sondern bietet eine zehnteilige, etwas eintönige Reihung. Dafür sind die Maueröffnungen aber weiter gesteigert worden, der Raum wirkt lichterfüllter und bietet hiermit einen Übergang zur Gotik, wozu die spätgotische Vergrößerung der Fenster viel beiträgt. Die fertige Kirche wurde 1238 von Robert Grosseteste, Bischof von Lincoln, geweiht, zu dessen Diözese Peterborough damals gehörte.

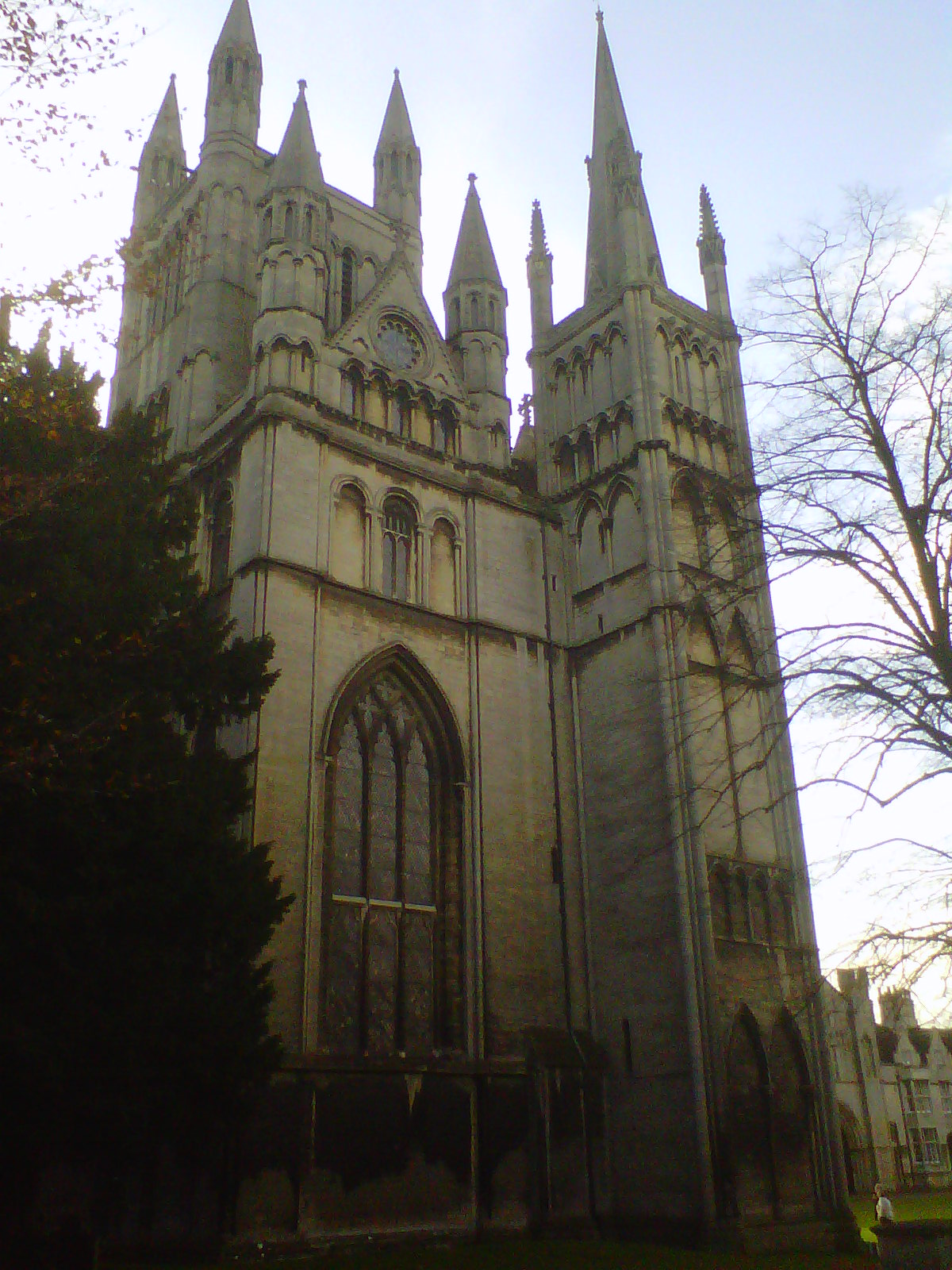
Westquerhaus von Norden: Kern und hoher Turm normannisch, Eckturm Early English, großes Fenster um 1300

Das Langhaus zeigt – ähnlich wie in Durham – einen dreiteiligen Aufriss mit einer Arkadenzone, einem Emporengeschoss und einem Obergaden mit einem Laufgang in der dicken Mauer. Die drei Geschosse sind in ihrer Größe fast gleichwertig. Die Arkadenzone zeigt einen kaum merklichen Stützenwechsel von Pfeilern und Säulen. Die Holzdecke aus den Jahren um 1220 ist erhalten geblieben. Die geschosstrennenden Gesimse führen über die nur schmalen Dienste hinweg. Und so tritt gegenüber den früheren normannischen Bauten der vertikalen Aufbau in den Hintergrund und lang sich hinziehende „Streifen“ bestimmen auf drei Etagen das Bild der Wand über zehn Joche hinweg. Die stangenartigen Dienste wurden nicht im Hinblick auf eine Wölbung hinzugenommen, sondern ausschließlich als plastische Gliederung. Damit kommt ein neuartiger „Gedanke“ in die ehemals normannische Architektur. Die Wände wirken wie weitgespannte Gitter, die Wand erscheint insgesamt als ein Ornament. Und solange die englischen Kathedralen auf Gewölbe verzichten, wird dieser Eindruck noch zusätzlich verstärkt. Später wird das Gewölbe das Bild des Raumes entscheidend mitbestimmen. Durch den Verzicht auf eine Steinwölbung war es möglich, den Stirnflächen der Querhausarme (nördlicher Querhausarm !) den gleichen Aufriss zu geben wie dem Langhaus, also drei Fensterreihen über einer Sockelzone anzuordnen, so dass die Mauer fast vollständig durchgliedert wird. Und weil beide oberen Geschosse Laufgänge haben, bzw. Emporen, war es möglich, auf diesen beiden Ebenen das gesamte Bauwerk zu umwandern.

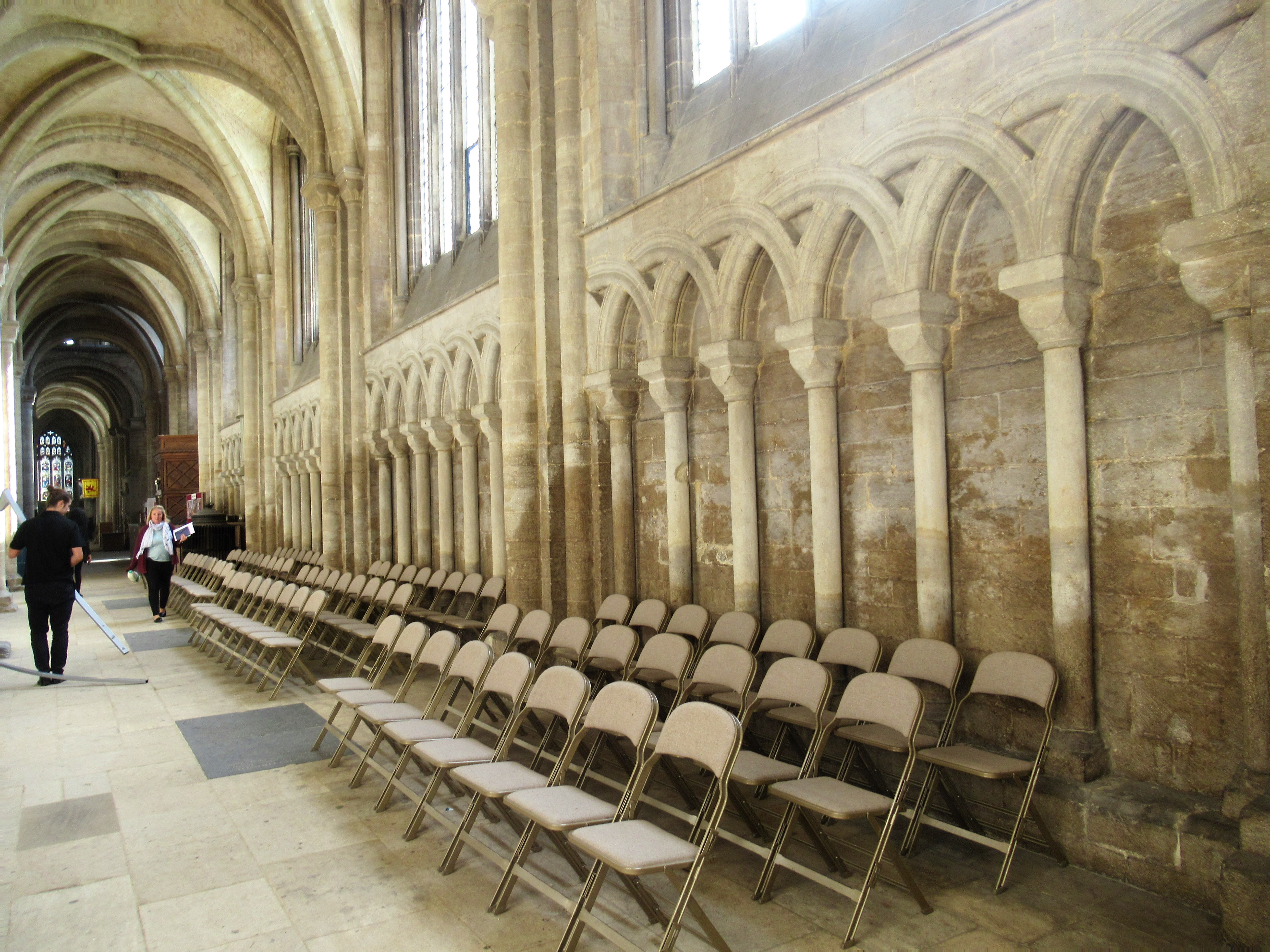
Verschränkte Rundbogenblenden im Seitenschiff

Das Mittelschiff war und ist flach gedeckt, die Seitenschiffe haben Kreuzrippengewölbe. Dort zeigen die wandseitigen Sockelblenden verschränkte, sich zugleich durchdringende Rundbogen („interlacing“, bzw. „intersecting arcading“). Diese Dekorationsform kommt aus der islamischen Baukunst und gelangte über die arabonormannischen Architektur Siziliens in die normannische Architektur der Normandie und Englands.
Die beiden Westjoche des Langhauses und das West-Querschiff sind nach 1175 hinzugekommen. Die Höhe des Mittelschiffs wird nur von Ely übertroffen. Die Fenster sind in der Spätgotik vergrößert worden.
1193–1200 kam ein westliches Querschiff hinzu. Von den Türmen über den Armen wurde aber nur der nördliche ausgebaut, der unvollendete südliche zeigt schon gotische Formen.
Im 13. Jahrhundert wurde vor dieses Westquerhaus die monumentale Vorhalle samt kleinen Ecktürmen gestellt. Sie gehört dem Early English Style an, Frühgotik und beginnende Hochgotik. Die Verbindung dieser gotischen markanten Westfassade mit dem Etikett „normannische Architektur“ kann das Verständnis der Architekturgeschichte beeinträchtigen.
Wo der Außenbau nicht später im Tudorstil verändert wurde, zeigt er eine reiche, gereihte Flächengliederung mit variierten Blendarkaden, die die Fensteröffnungen miteinander verbinden. Die Fenster selber wurden allerdings fast alle durch den nachträglichen Einbau von Maßwerk verändert.

### Die gotischen Umbauten
1201–22 wurde der frühgotische Westbau errichtet, bestehend aus der eigentlichen Westwand und einer großen, gewölbten Vorhalle, einen Portikus in Kolossalordnung, bestehend aus drei spitzbogigen Jochen, deren mittleres schmaler ist als die seitlichen. Dadurch und wegen des oberen Abschlusses mit drei Giebeln und vier Türmchen weicht dieser Westbau noch stärker vom Gewohnten ab als die hohe romanische Vorhalle der Kathedrale von Autun in Frankreich. Der obere Abschluss könnte Nachahmung in Chor- und Querhausgiebeln der Danziger Marienkirche (1379–1447) gefunden haben.
Die Fassade hinter der Vorhalle hat der Baumeister dreigeschossig gegliedert – wie den Aufriss eines Langhauses. Alle Wandflächen sind reich geschmückt mit verschiedenartigen Blendarkaturen, mit Figurennischen, Vierpässen, Rosetten usw. Schäfke spricht von „einer der aufregendsten gotischen Fassaden, die je gebaut wurden“.
Im 14. Jahrhundert musste der zwischen 1155 und 1175 errichtete Vierungsturm entfernt werden, da sein Gewicht das gesamte Gebäude gefährdete. Ersetzt wurde er durch einen hölzernen Turm mit nur einem Freigeschoss. Dieser wurde 1884 durch den heutigen Vierungsturm in Formen des Decorated Style ersetzt, der mithin der Neugotik zuzurechnen ist.
1370 wurde vor die frühgotische Vorhalle ein kleiner Vorbau gestellt, was den Gesamteindruck im Vergleich nicht nur zu festländischen Verhältnissen noch ungewöhnlicher macht. Einen ähnlichen Vorbau (jedoch vor geschlossener Fassade) erhielt allerdings wenig später (1380–1388) der Frauenburger Dom im Bistum Ermland.

Norman Style und mehr
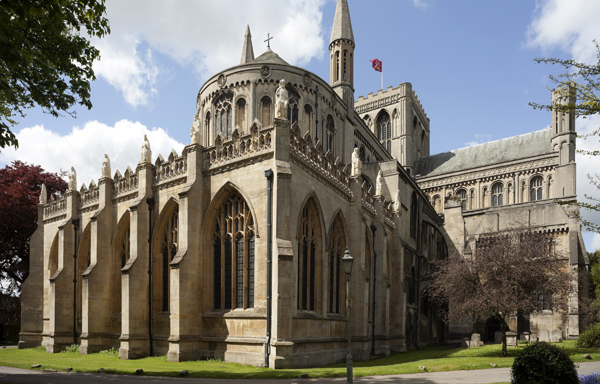
Normannischer Hochchor mit spätgotischem rechteckigem Umgang „New Building“ 1496–1509 im Perpendicular Style
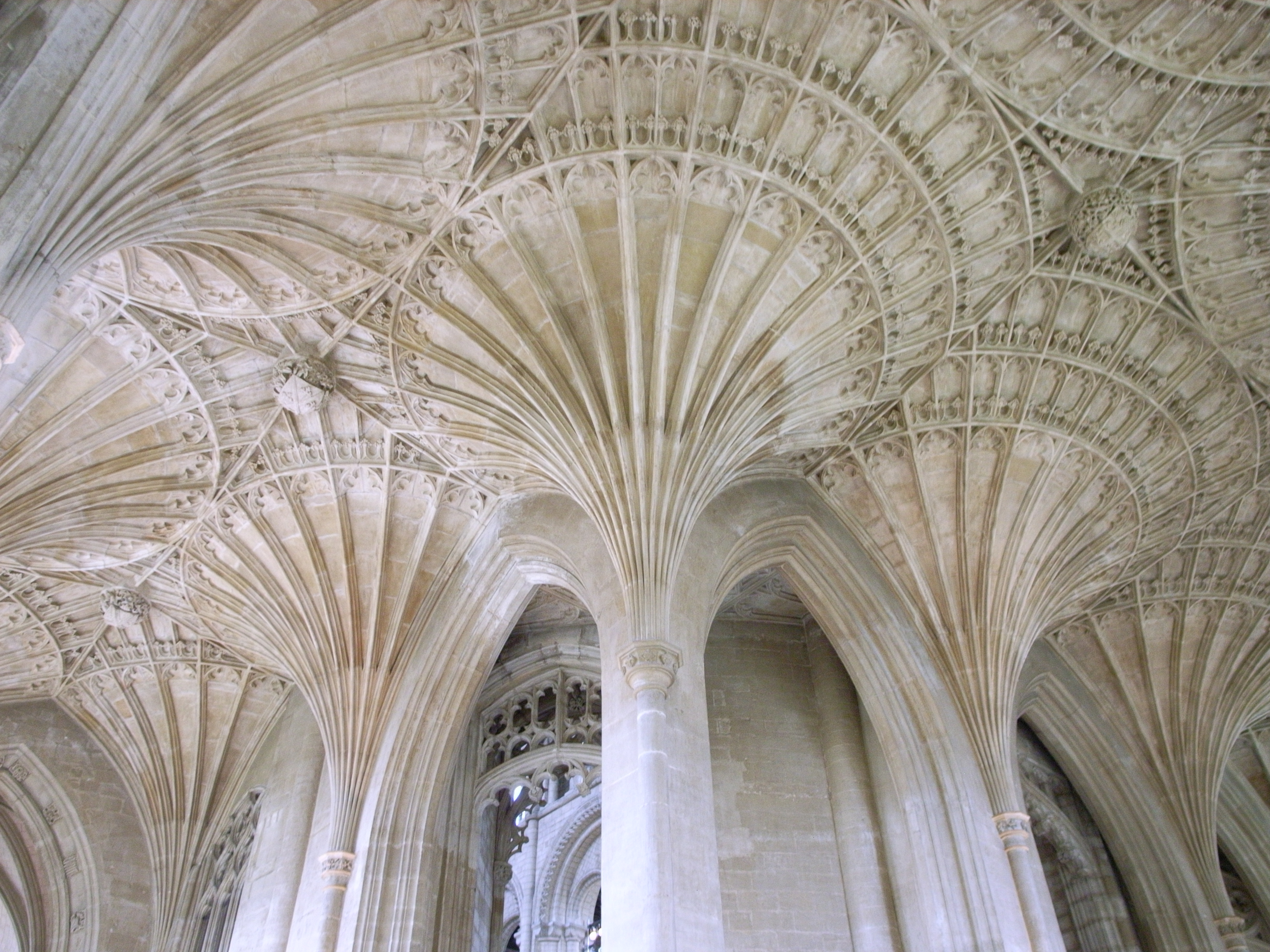
Fächergewölbe im „New Building“
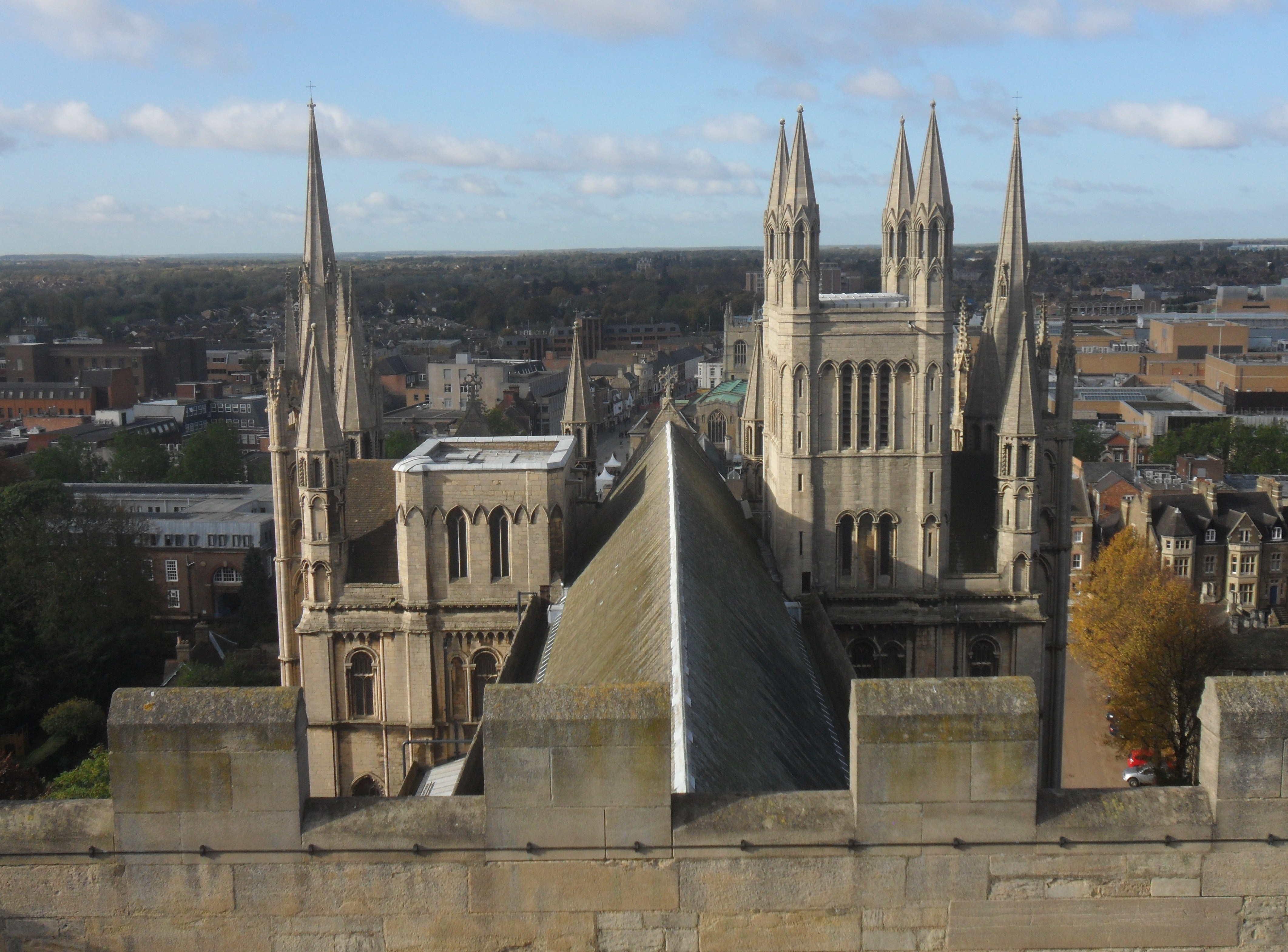
Normannisches Westquerhaus
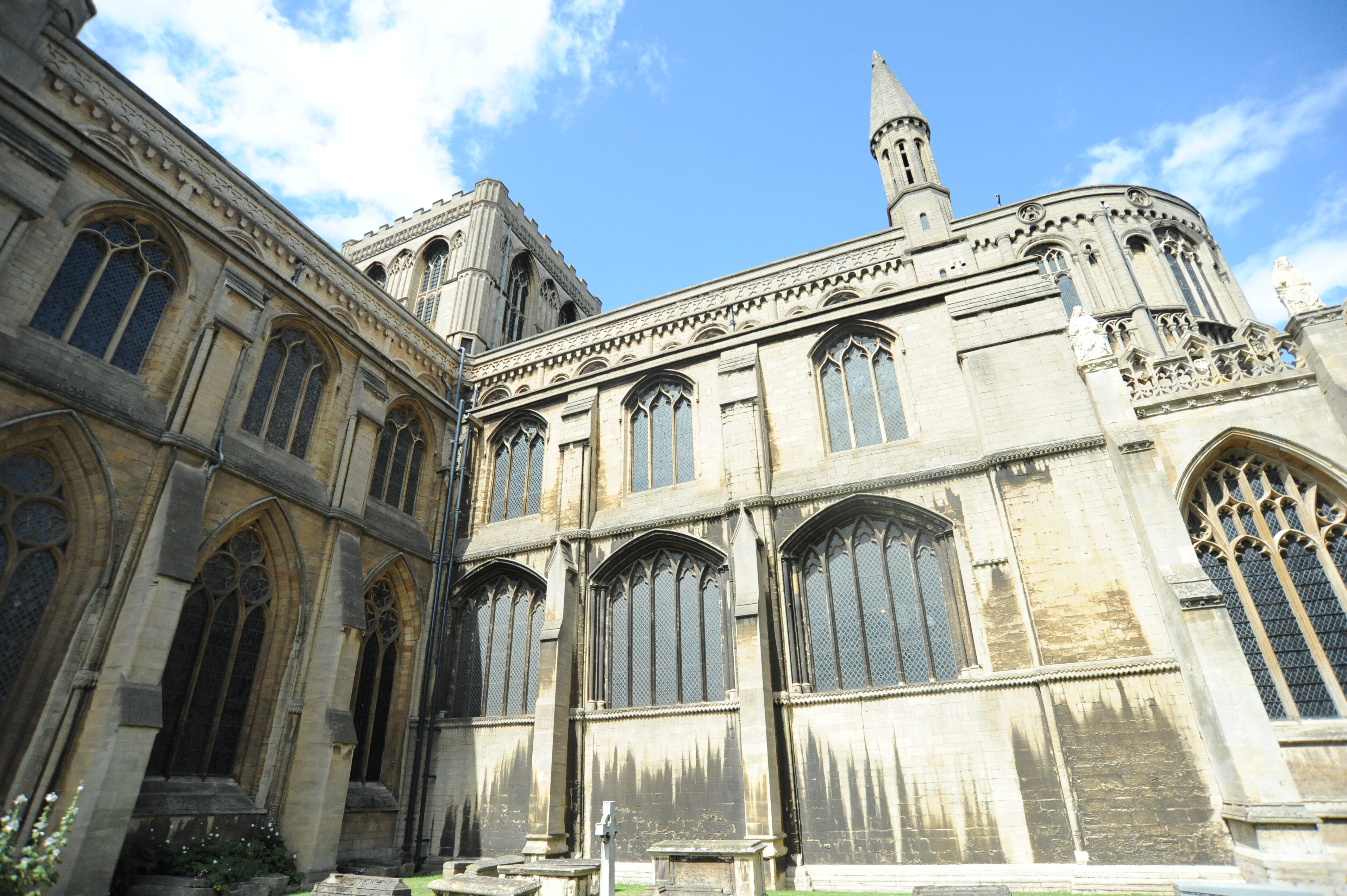
Südseite des Chors und Ostseite des Ostquerhauses im Tudorstil
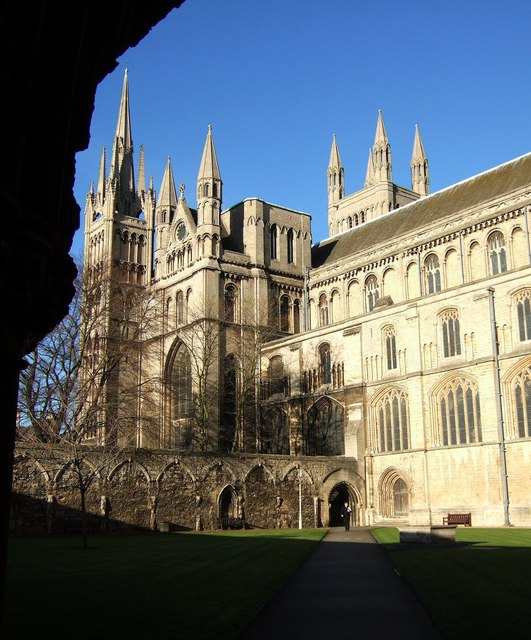
Langhaus zum Westquerhaus: Südseitenschiff und Empore mit Tudor-Fassade

#### Der Umbau des Chores
1483–1500 folgte der Umbau des Chores. Die einzig erhaltene ehemalige Mittelapside wurde mit einem rechteckigen Chorumgang umbaut, dem „New building“, mit einem Fächergewölbe und Fenstern im Perpendicular Style. Dazu wurde das Erdgeschoss der romanischen Chormauer durchbrochen und die Fenster stark vergrößert. Die ehemaligen Außenmauer ist jetzt eine durch große Rundbogenöffnungen gestaltete Stützwand, die zahlreiche Durchblicke auf die Fenster des neuen Chores bietet.
Der Entwurf stammt vielleicht von John Wastell, dem Architekten der Kapelle des King’s College in Cambridge und des Bell Harry Tower der Canterbury Cathedral.

#### Tudor

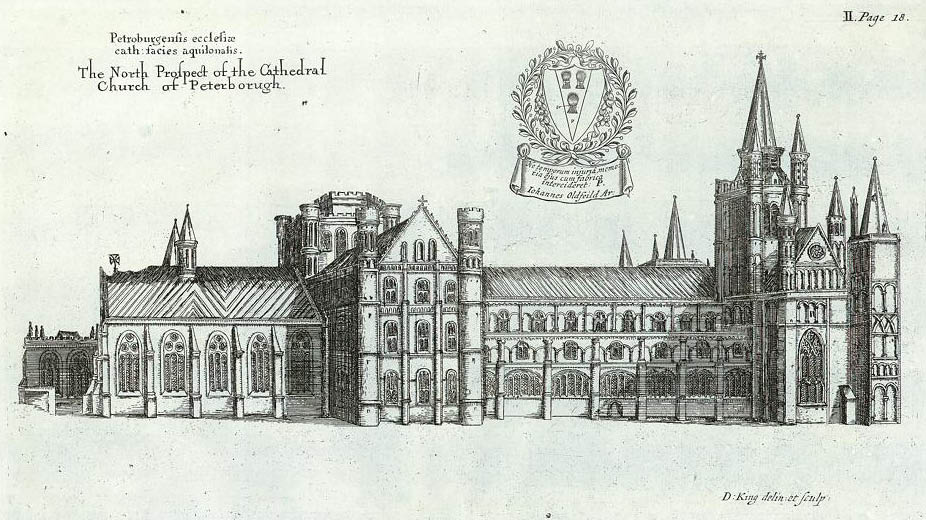
Die Kathedrale von Norden (17. Jahrhundert)

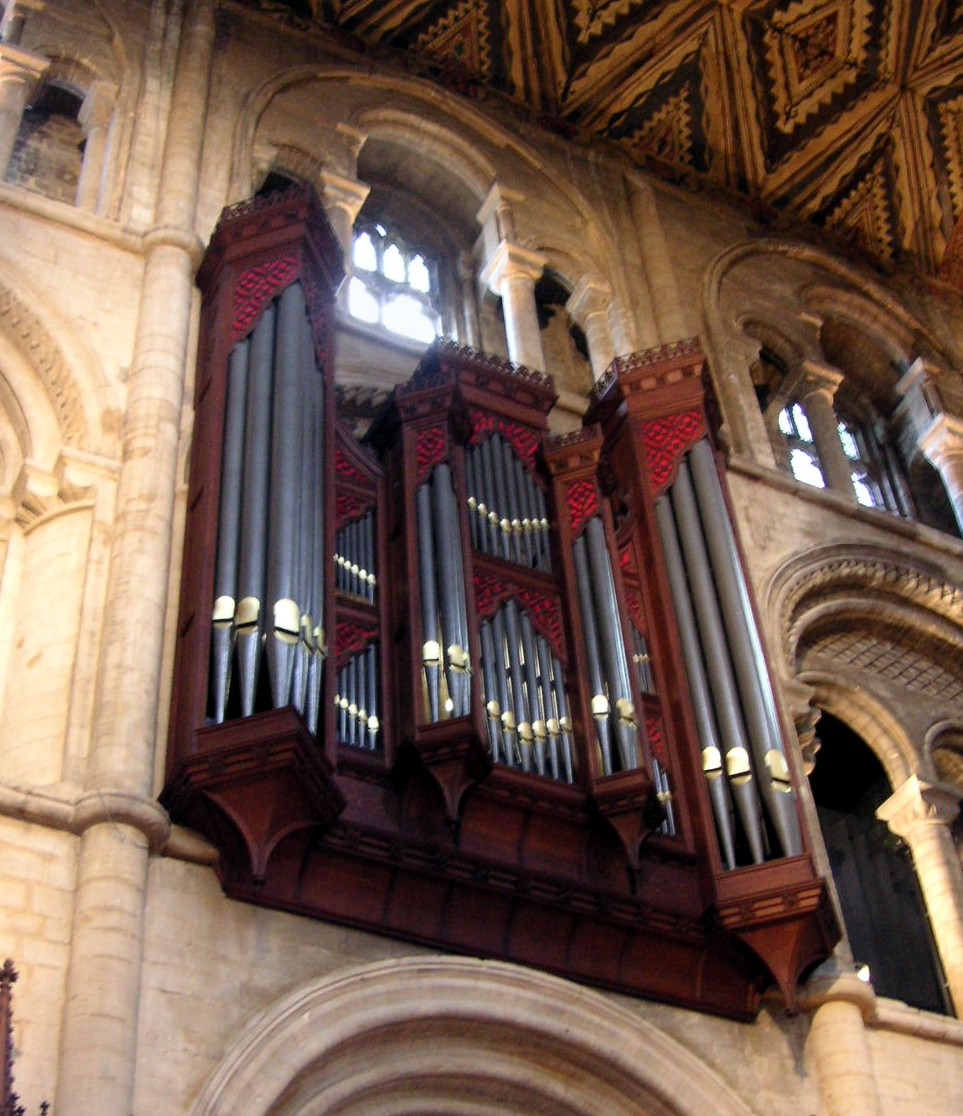
Orgelprospekt

Zu den Reliquien der Abtei gehörten der (vermutete) Arm des Heiligen Oswald von Northumbria, der wohl während der protestantischen Reform aus der Kapelle abhandenkam, obwohl er bewacht wurde, sowie Gegenstände aus dem Besitz Thomas Beckets, die von Benedict, Prior von Canterbury Cathedral und Augenzeuge von Beckets Ermordung, aus Canterbury hergebracht wurden, als er zum Abt von Peterborough ernannt worden war. 1541, nach der Auflösung der Klöster durch Heinrich VIII., gingen die Reliquien verloren. Die Kirche hingegen überstand die politische Entwicklung, da sie zur Kathedrale des neuen Bistums Peterborough wurde – vermutlich auch deswegen, weil Katharina von Aragón, Heinrichs erste Ehefrau, hier 1536 begraben worden war. Das Grab ist noch vorhanden und trägt die Inschrift „Katharine Queen of England“, ein Titel, der ihr zur Zeit ihres Todes verweigert wurde.
Am 31. Juli 1587 wurde auch der Leichnam der schottischen Königin Maria Stuart hier beerdigt, nachdem sie auf dem nahe gelegenen Schloss Fotheringhay hingerichtet worden war. Auf Befehl ihres Sohns, König Jakob I., wurde sie im September 1612 nach Westminster Abbey umgebettet.

### Vom Bürgerkrieg bis zur Gegenwart
Die Kathedrale wurde 1643, während des Englischen Bürgerkriegs, verwüstet. Fast die gesamte Glasmalerei wurde ebenso zerstört wie das mittelalterliche Chorgestühl, der Hochaltar, der Reredos, das Kloster und die Lady Chapel wurden abgerissen, alle Monumente in der Kathedrale beschädigt oder vernichtet.
Einige der Schäden wurden im 17. oder 18. Jahrhundert behoben. 1883 begannen umfangreiche Reparaturen, wobei die inneren Säulen, der zentrale Turm, der Chor und die Westfassade vollständig erneuert wurden. Das neue handgeschnitzte Chorgestühl, die Kathedra, die Kanzel im Chor, der Marmorfußboden und der Hochaltar wurden hinzugefügt. 1884 wurde der Vierungsturm erneuert.
Im Juli 2006 begann ein erneutes Restaurationsvorhaben; der Baufortschritt kann mit einer Webcam verfolgt werden.

## Orgel
Die Orgel wurde 1930 von den Orgelbauern Norman & Beard in einem vorhandenen Orgelgehäuse aus dem Jahre 1904 erbaut. Das Gehäuse wurde von dem Orgelbauer Hill entworfen. 1980 wurde das Instrument von der Orgelbaufirma Harrison & Harrison (Durham) reorganisiert und das vorhandene Pfeifenmaterial restauriert, sowie die Disposition erweitert. Nach dem Brand von 2002 wurde das Instrument zunächst abgebaut und eingelagert, und in den Jahren 2004–2005 restauriert und wieder in der Kathedrale aufgestellt. Das Instrument hat 87 Register auf vier Manualen und Pedal. Die Trakturen sind elektropneumatisch.
| I Choir Organ C–c4 |     |
| Bourdon            | 16′ |
| Open Diapason      | 8′  |
| Dulciana           | 8′  |
| Stopped Diapason   | 8′  |
| Principal          | 4′  |
| Flute              | 4′  |
| Fifteenth          | 2′  |
| Flautina           | 2′  |
| Flageolet          | 1′  |
| Mixture III        |     |
| Bassoon            | 16′ |
| Trumpet            | 8′  |
| Tremulant          |     |

| II Great C–c4        |       |
| Double Open Diapason | 16′   |
| Bourdon              | 16′   |
| Open Diapason I      | 8′    |
| Open Diapason II     | 8′    |
| Open Diapason III    | 8′    |
| Spitz Flöte          | 8′    |
| Hohl Flöte           | 8′    |
| Stopped Diapason     | 8′    |
| Principal            | 4′    |
| Geigen Principal     | 4′    |
| Harmonic Flute       | 4′    |
| Twelfth              | 2 ⁄3′ |
| Fifteenth            | 2′    |
| Full Mixture IV      |       |
| Sharp Mixture III    |       |
| Cornet IV            |       |
| Contra Posaune       | 16′   |
| Posaune              | 8′    |
| Clarion              | 4′    |

| III Swell C–c4   |     |
| Bourdon          | 16′ |
| Open Diapason I  | 8′  |
| Open Diapason II | 8′  |
| Rohr Flöte       | 8′  |
| Salicional       | 8′  |
| Voix Céleste     | 8′  |
| Principal        | 4′  |
| Salicet          | 4′  |
| Wald Flute       | 4′  |
| Fifteenth        | 2′  |
| Mixture III      |     |
| Cymbal IV        |     |
| Contra Oboe      | 16′ |
| Hautboy          | 8′  |
| Tremulant        |     |
| Double Trumpet   | 16′ |
| Trumpet          | 8′  |
| Horn             | 8′  |
| Clarion          | 4′  |

| IV Solo C–c4    |     |
| Quintatön       | 16′ |
| Viole           | 8′  |
| Viole Céleste   | 8′  |
| Unda Maris      | 8′  |
| Concert Flute   | 8′  |
| Octave Viole    | 4′  |
| Flauto Traverso | 4′  |
| Piccolo         | 2′  |
| Double Clarinet | 16′ |
| Orchestral Oboe | 8′  |
| Clarinet        | 8′  |
| Vox Humana      | 8′  |
| Tremulant       |     |
| Contra Posaune  | 16′ |
| Posaune         | 8′  |
| Tuba            | 8′  |
| Tuba Mirabilis  | 8′  |
| Clarion         | 4′  |

| Pedal C–f1             |     |
| Double Open Diapason   | 32′ |
| Open Diapason          | 16′ |
| Open Diapason          | 16′ |
| Violone                | 16′ |
| Bourdon                | 16′ |
| Dulciana               | 16′ |
| Principal              | 8′  |
| Bass Flute             | 8′  |
| Violoncello            | 8′  |
| Gemshorn               | 4′  |
| Twelfth & Fifteenth II |     |
| Mixture III            |     |
| Contra Trombone        | 32′ |
| Trombone               | 16′ |
| Contra Posaune         | 16′ |
| Contra Tuba            | 16′ |
| Clarinet               | 16′ |
| Contra Oboe            | 16′ |
| Trumpet                | 8′  |
| Posaune                | 8′  |
| Clarion                | 4′  |